# Pörölycápafélék
A pörölycápafélék (pörölyfejű cápák, Sphyrnidae) családja a porcos halak (Chondrichthyes) osztályában az Elasmobranchii alosztály Selachimorpha öregrendjének Carcharhiniformes rendjébe tartozik. Nevüket fejük jellegzetes formájáról kapták.
A rendre általánosan jellemző, hogy mindig 5 pár, oldalt elhelyezkedő, szabadon nyíló kopoltyúrésük van. Mellúszóik a kopoltyúrések sora után következnek. Hátúszójukban nincs tüske. Mindig van farok alatti (anális) úszójuk. Szemüket a sérülésektől egy harmadik szemhéj, az átlátszó pislogóhártya is védi.
A pörölycápa jellegzetes feje a zsákmány felkutatására szolgál. „Mozgásdetektorként” működik. Rendkívül érzékeny, minden mozgást érzékel.

## Rendszerezés
A családba 2 nem és 10 faj tartozik:
- Eusphyra (Gill, 1862) – 1 faj
  - szárnyas pörölycápa (Eusphyra blochii) (Cuvier, 1816)
- pörölycápák (Sphyrna) (Rafinesque, 1810) – 9 faj